# Paolo Bianchessi
Paolo Bianchessi (* 17. ledna 1981 Osio Sotto) je bývalý italský zápasník–judista.

## Sportovní kariéra
S judem začínal na předměstí Bergama v Carvicu pod vedením Gianniho Battaglii. Vrcholově se připravoval v tréninkovém středisku vojenské policie CS Carabinieri v Ostii nedaleko Říma. V italské seniorské reprezentaci se pohyboval od roku 2001. V roce 2004 se kvalifikoval na olympijské hry v Athénách, kam dokázal vyladit formu. Ve čtvrtfinále ubránil nebezpečného Nizozemce Dennise van der Geesta, ale v dalších kolech se mu stala osudná jeho velká slabina. V průběhu své sportovní kariéry se při zvýšené únavě nenaučil bránit soupeřovu levou uči-matu. V semifinále vypadl s Japoncem Keidži Suzukim na ippon po levé uči-matě a v boji o třetí místo prohrál po levé uči-matě s Estoncem Indrekem Pertelsonem. Obadil 5. místo. V roce 2008 se kvalifikoval na své druhé olympijské hry v Pekingu a hned v úvodním kole prohrál na ippon s Japoncem Satošim Išiim po levé uči-matě. V pozdějších opravách, kam ho Japonec vytáhl svým postupem do semifinále, prohrál s Tamerlanem Tmenovem z Ruska po levé uči-matě na body. Sportovní kariéru ukončil v roce 2012 po vleklých zraněních. Věnuje se trenérské práci.

## Výsledky

### Váhové kategorie
| Turnaj             | 1998       | 1999       | 2000       | 2001       | 2002       | 2003       | 2004       | 2005       | 2006       | 2007       | 2008       | 2009       | 2010       | 2011       |
| Turnaj             | 17         | 18         | 19         | 20         | 21         | 22         | 23         | 24         | 25         | 26         | 27         | 28         | 29         | 30         |
| Turnaj             | těžká váha | těžká váha | těžká váha | těžká váha | těžká váha | těžká váha | těžká váha | těžká váha | těžká váha | těžká váha | těžká váha | těžká váha | těžká váha | těžká váha |
| ------------------ | ---------- | ---------- | ---------- | ---------- | ---------- | ---------- | ---------- | ---------- | ---------- | ---------- | ---------- | ---------- | ---------- | ---------- |
| Olympijské hry     |            |            | —          |            |            |            | 5.         |            |            |            | úč.        |            |            |            |
| Mistrovství světa  |            | —          |            | —          |            | úč.        |            | 5.         |            | úč.        |            | —          | úč.        | —          |
| Mistrovství Evropy | —          | —          | —          | —          | —          | 3.         | 5.         | —          | úč.        | —          | 2.         | —          | úč.        | úč.        |
| MS juniorů         | —          |            | 2.         |            |            |            |            |            |            |            |            |            |            |            |
| ME juniorů         | 2.         | —          | 2.         |            |            |            |            |            |            |            |            |            |            |            |

### Bez rozdílu vah
| Turnaj             | 1998 | 1999 | 2000 | 2001 | 2002 | 2003 | 2004 | 2005 | 2006 | 2007 | 2008 | 2009 | 2010 | 2011 |
| Turnaj             | 17   | 18   | 19   | 20   | 21   | 22   | 23   | 24   | 25   | 26   | 27   | 28   | 29   | 30   |
| ------------------ | ---- | ---- | ---- | ---- | ---- | ---- | ---- | ---- | ---- | ---- | ---- | ---- | ---- | ---- |
| Mistrovství světa  |      | —    |      | úč.  |      | —    |      | —    |      | —    | —    |      | úč.  | —    |
| Mistrovství Evropy | —    | —    | —    | —    | —    | —    | —    | —    | —    | —    |      |      |      |      |